# دومينو (مغن راب)
دومينو (بالإنجليزية: Domino) هو مغنّ راب أمريكي، ولد في 17 مارس 1972 في سانت لويس في الولايات المتحدة.

## وصلات خارجية
- دومينو على موقع IMDb (الإنجليزية)
- دومينو على موقع ميوزك برينز (الإنجليزية)
- دومينو على موقع أول ميوزيك (الإنجليزية)
- دومينو على موقع ديسكوغز (الإنجليزية)